# Borolia patrizzii
Borolia patrizzii är en fjärilsart som beskrevs av Emilio Berio 1935. Borolia patrizzii ingår i släktet Borolia och familjen nattflyn. Inga underarter finns listade i Catalogue of Life.